# Kalevi Vähäkylä
Kalevi Juhani Vähäkylä (ur. 25 czerwca 1940 w Salo) – fiński biathlonista, brązowy medalista mistrzostw świata.
Podczas mistrzostw świata w Zakopanem w 1969 roku wspólnie z Esko Marttinenem, Maurim Röppänenem i Mauno Luukkonenem zdobył brązowy medal w sztafecie. Był też między innymi czwarty w tej samej konkurencji na mistrzostwach świata w Östersund w 1970 roku i rozgrywanych rok później mistrzostwach świata w Hämeenlinna. Brał również udział w igrzyskach olimpijskich w Grenoble w 1968 roku, plasując się na 9. pozycji w biegu indywidualnym oraz 5. w sztafecie.

## Osiągnięcia

### Igrzyska olimpijskie
| Rok  | Miejscowość | Konkurencje | Konkurencje | Konkurencje | Konkurencje | Konkurencje | Konkurencje | Konkurencje |
| Rok  | Miejscowość | IN          | SP          | PU          | MS          | RL          | MR          | SR          |
| ---- | ----------- | ----------- | ----------- | ----------- | ----------- | ----------- | ----------- | ----------- |
| 1968 | Grenoble    | 9.          | nd.         | nd.         | nd.         | 5.          | nd.         | –           |

### Mistrzostwa świata
| Rok  | Miejscowość | Konkurencje | Konkurencje | Konkurencje | Konkurencje | Konkurencje | Konkurencje | Konkurencje |
| Rok  | Miejscowość | IN          | SP          | PU          | MS          | RL          | MR          | SR          |
| ---- | ----------- | ----------- | ----------- | ----------- | ----------- | ----------- | ----------- | ----------- |
| 1967 | Altenberg   | 31.         | nd.         | nd.         | nd.         | 7.          | nd.         | –           |
| 1969 | Zakopane    | 38.         | nd.         | nd.         | nd.         | 3.          | nd.         | –           |
| 1970 | Östersund   | –           | nd.         | nd.         | nd.         | 4.          | nd.         | –           |
| 1971 | Hämeenlinna | –           | nd.         | nd.         | nd.         | 4.          | nd.         | –           |